# Țelna
Țelna – wieś w Rumunii, w okręgu Alba, w gminie Ighiu. W 2011 roku liczyła 1006 mieszkańców.